# نیوستار
نیوستار (آرایهٔ تلسکوپ طیف‌سنجی هسته‌ای) (انگلیسی: NuSTAR) که اکسپلورر ۹۳ و (اس‌ام‌ئی‌ایکس—۱۱ SMEX-11) نیز نامیده شده) یک تلسکوپ پرتو ایکس فضایی ناسا است که از تقریب مخروطی تلسکوپ ولتر برای تمرکز پرتوهای ایکس با انرژی بالا از منابع اخترفیزیکی، به‌ویژه برای «طیف‌سنجی هسته‌ای» استفاده می‌کند. و در محدودهٔ ۳ تا ۷۹ الکترون‌ولت کار می‌کند.
نیوستار یازدهمین مأموریت برنامهٔ ماهواره‌ای از برنامه کاوشگران (اس‌ام‌ئی‌ایکس—۱۱) ناسا و اولین تلسکوپ پرتو ایکس تصویربرداری مستقیم مبتنی بر فضا در انرژی‌هایی فراتر از رصدخانه پرتو ایکس چاندرا و XMM-نیوتن است. این مأموریت با موفقیت در ۱۳ ژوئن ۲۰۱۲ راه‌اندازی شد؛ پرتابی که قبلاً از ۲۱ مارس ۲۰۱۲ به دلیل مشکلات نرم‌افزاری وسیله نقلیه پرتاب به تعویق افتاده بود.
اهداف علمی اولیه این مأموریت انجام یک بررسی عمیق برای سیاه‌چاله‌هایی که یک میلیارد برابر جرم خورشیدی جرم دارند؛ بررسی چگونگی شتاب گرفتن ذرات تا انرژی بسیار بالا در کهکشان‌های فعال، درک چگونگی ایجاد عناصر در انفجارهای پرجرم ستاره‌ها، با تصویربرداری از بازمانده ابرنواخترها.
با تکمیل یک مأموریت دو سالهٔ اولیهٔ خود، نیوستار اکنون در نهمین سال فعالیت خود است.

## تاریخچه
نیوستار، تلسکوپ متمرکز کننده انرژی بالا (HEFT)، یک نسخهٔ بالونی بود که تلسکوپ‌ها و آشکارسازهایی را حمل می‌کرد که با استفاده از فناوری‌های مشابه ساخته شده بودند. در فوریه ۲۰۰۳، ناسا برنامه اکسپلورر اعلام فرصت (AoO) را صادر کرد. در پاسخ، نیوستار در می ۲۰۰۳ به ناسا ارائه شد، به عنوان یکی از ۳۶ پیشنهاد مأموریتی که برای دهمین و یازدهمین مأموریت کاوشگر کوچک رقابت می‌کرد.

## نتایج علمی
از زمان راه اندازی خود نیوستار قابلیت تطبیق‌پذیری خود را نشان داده و راه را برای بسیاری از یافته‌های نو در زمینه‌های گوناگونی از پژوهش‌های اخترفیزیکی باز کرده‌است.

### اندازه‌گیری چرخش یک سیاه‌چاله بسیار پرجرم
در فوریه ۲۰۱۳، ناسا فاش کرد که نیوستار، همراه با تلسکوپ فضایی ایکس‌ام‌ام-نیوتون، سرعت چرخش سیاهچاله عظیم را در مرکز کهکشان ان‌جی‌سی ۱۳۶۵ اندازه‌گیری کرده‌است.